# Matanza (Kolumbia)
Matanza – miasto w Kolumbii, w departamencie Santander.